# Парижской Коммуны (Полтавская область)
Парижской Коммуны (укр. Паризької Комуни) — ликвидированное село,
Омельникский сельский совет,
Кременчугский район,
Полтавская область,
Украина.
Код КОАТУУ — 5322483207. Население по данным 1992 года составляло 50 человек.
Село исключено из учётных данных в 2000 году.

## Географическое положение
Село Парижской Коммуны находилось на левом берегу реки Сухой Омельник, выше по течению на расстоянии 1,5 км расположено село Пустовиты.

## История
- 2000 — село исключено из учётных данных[1].

## Экология
На расстоянии 2 км от села расположены Кременчугский нефтеперерабатывающий завод, завод БВК.